# Pinneberg (huyện)
Pinneberg là một huyện ở Schleswig-Holstein, Đức. Các huyện giáp ranh (từ phía tây bắc theo chiều kim đồng hồ) là: Steinburg và Segeberg, thành phố Hamburg và bang Niedersachsen (huyện Stade).

## Lịch sử
Huyện này gần trùng với hạt cũ Holstein-Schauenburg. Huyện được chính quyền Phổ lập năm 1867. Kể từ đó, huyện này liên tục bị chuyển một phần đất cho các thành phố xung quanh như Altona (sau này thuộc Hamburg), Hamburg và Norderstedt. Đảo Heligoland, trước đây là một huyện, đã được chuyển qua cho huyện này vào năm 1932.

## Địa lý
Huyện tọa lạc ở bờ bắc sông Elbe. Huyện này có diện tích nhỏ nhất ở Schleswig-Holstein nhưng có dân số lớn nhất. Huyện này là ngoại ô tây bắc của Hamburg. Đảo nhỏ Heligoland thuộc huyện này từ năm 1932.

## Các thị xã và đô thị
| Các thị xã độc lập                                                                                | Các đô thị độc lập                       |
| ------------------------------------------------------------------------------------------------- | ---------------------------------------- |
| 1. Barmstedt 2. Elmshorn 3. Pinneberg 4. Quickborn 5. Schenefeld 6. Tornesch 7. Uetersen 8. Wedel | 1. Halstenbek 2. Heligoland 3. Rellingen |

| Ämter | Ämter | Ämter |
| --- | --- | --- |
| - 1. Elmshorn-Land [seat: Elmshorn] 1. Klein Nordende 2. Klein Offenseth-Sparrieshoop 3. Kölln-Reisiek 4. Raa-Besenbek 5. Seester 6. Seestermühe 7. Seeth-Ekholt - 2. Haseldorf 1. Haselau 2. Haseldorf1 3. Hetlingen - 3. Hörnerkirchen 1. Bokel 2. Brande-Hörnerkirchen1 3. Osterhorn 4. Westerhorn | - 4. Moorrege 1. Appen 2. Groß Nordende 3. Heidgraben 4. Heist 5. Holm 6. Moorrege1 7. Neuendeich - 5. Pinnau 1. Bönningstedt1 2. Borstel-Hohenraden 3. Ellerbek 4. Hasloh 5. Kummerfeld 6. Prisdorf 7. Tangstedt | - 6. Rantzau [seat: Barmstedt] 1. Bevern 2. Bilsen 3. Bokholt-Hanredder 4. Bullenkuhlen 5. Ellerhoop 6. Groß Offenseth-Aspern 7. Heede 8. Hemdingen 9. Langeln 10. Lutzhorn |
| 1thủ phủ của Amt | | |